# Muskeg Lake 102B
Muskeg Lake 102B är ett reservat i Kanada.   Det ligger i provinsen Saskatchewan, i den centrala delen av landet, 2 400 km väster om huvudstaden Ottawa.
Trakten runt Muskeg Lake 102B består till största delen av jordbruksmark. Trakten runt Muskeg Lake 102B är nära nog obefolkad, med mindre än två invånare per kvadratkilometer.